# 庫拉科德貝萊斯

42°26′S 73°35′W / 42.433°S 73.583°W
庫拉科德貝萊斯（西班牙語：Curaco de Vélez），是智利的城鎮，位於該國中南部湖大區的奇洛埃省，面積80.0平方公里，海拔高度79米，2012年人口3,584人，人口密度每平方公里45人。